# فويتي ديل مايستري
بلدية فويتي ديل مايستري (بالإسبانية: Fuente del Maestre)‏, هي إحدى بلديات مقاطعة بطليوس, التي تقع في منطقة إكستريمادورا, والتي تقع في غرب إسبانيا.
يبلغ عدد سكانها 6.819 نسمة وفقاً لإحصائية سنة (2002).